# 榎木淳弥
榎木淳彌（日语：／ Enoki Jun'ya，1988年10月19日—），日本男性聲優。為Atomic Monkey屬下聲優・演技研究所第3期畢業生，表妹為聲優安濟知佳。

## 出演作品
粗體字為主要角色

### 電視動畫
2012年
- 命運石之門（主持人）
- 聖靈家族 －La storia della Arcana Famiglia－（Claudio）
- 刀劍神域（救援部隊）
- IXION SAGA DT（男）

2013年
- 魔界王子 devils and realist（下級生B、學生A）
- 青春紀行（鈴）

2014年
- 流浪神差（學生D）
- 排球少年！！（鈴木）
- 寄生獸 生命的準則（古谷卓）
- 四月是你的謊言（出場者、男子學生）
- 卡片鬥爭!! 先導者G（綺場聖苑）[1]

2015年
- 絕對雙刃（學生、男性、神滅部隊）
- 不起眼女主角培育法（喫茶店 客）
- 境界之輪迴（轟禮治）
- 俺物語!!（栗原修）[2]
- Dance with Devils（吸血鬼B、男子學生、司祭、吸血鬼、司祭C）
- 櫻子小姐腳下埋著屍體（館脇正太郎）[3]
- 卡片鬥爭!! 先導者G－齒輪危機篇（綺場聖苑）[4]

2016年
- 卡片鬥爭!! 先導者G－齒輪危機篇（鬥士1）
- 宇宙巡警露露子（AΩ·Nova）[5]
- 爆旋陀螺Burst（紅愁）[6]
- 炸猪排DJ扬太郎（日语：とんかつDJアゲ太郎）（學生）
- 卡片鬥爭!! 先導者G－超越之門篇（綺場聖苑）[4]
- 男子啦啦隊！！（柔道社員1、男子學生、翔的友人）
- OZMAFIA!!（日语：OZMAFIA!!）（漢賽爾）
- 卡片鬥爭!! 先導者G NEXT（綺場聖苑）[4]
- 刀劍亂舞－花丸－（堀川國廣）
- 少女編號（萬葉經紀人、九公主製作進行）
- 鋼鐵交響樂（卡治卡）

2017年
- 人渣的本願（齋藤）
- 爆旋陀螺Burst 神（紅愁)
- 不正經的魔術講師與禁忌教典（卡修·威伊葛）
- Love米 -WE LOVE RICE-（ANN）[7]
- 不起眼女主角培育法♭（咖啡廳客人）
- 在地下城尋求邂逅是否搞錯了什麼 外傳 劍姬神聖譚（セイン・イール）
- 狂賭之淵（男學生）
- 活擊 刀劍亂舞（堀川國廣）
- 徒然喜歡你（辻啟介）
- 猜謎王（柴田勝）
- 將國戡亂記（賈珂莫·羅列丹）
- 悠久持有者：魔法老師！ 第2部（三橋徹）
- 偶像大師SideM（舞田類）
- 泥鯨之子們在沙地上歌唱（席科恩）

2018年
- 強風吹拂（城太郎）
- 續 刀劍亂舞－花丸－（堀川國廣）
- 齊木楠雄的災難 第2期（男學生B）
- 冷然之天秤（燕野太郎[8]）
- GUNDAM創鬥者 潛網大戰（潛網者）
- 多田君不戀愛（谷中肇翔）
- 音樂少女（金時弦太）
- GRAND BLUE 碧藍之海（山本真一郎[9][10]）
- 付喪神出租中（清次）[11]
- JoJo的奇妙冒險 黃金之風（潘納科達·福葛[12]）

2019年
- 不吉波普不笑（早乙女正美）
- 笑容的代價（勒內·萬奎什）
- Star☆Twinkle 光之美少女（輕部龍乘）
- 一弦定音！（倉田武藏[13]）
- 皿三昧（選手A）
- 胡蝶綺 ～少年信長～（瀧川一益[14]）
- 平凡職業造就世界最強（遠藤浩介）
- 廚病激發BOY（九十九零）
- BEASTARS（傑克、ミズチ的男友、ファッジ）
- 真・中華一番！（蘭飛鴻）
- 刀劍神域 Alicization War of Underworld（利魯匹林）

2020年
- 卡片鬥爭!! 先導者（2018年版）（綺場聖苑）
- 達爾文遊戲（犬飼）
- 異度侵入 ID:INVADED（若鹿一雄）[15]
- 空挺Dragons（希洛[16]）
- 異獸魔都（心〈少年〉）
- 八男？別鬧了！（威德林／一宮信吾）[17]
- 阿爾蒂（安傑洛[18]）
- 闇影詩章（夜那月路希犽[19]）
- 富豪刑事 Balance:UNLIMITED（星野凉[20]）
- 刀劍神域 Alicization War of Underworld -THE LAST SEASON-（利魯匹林）
- 總之就是很可愛（由崎星空[21]）
- 咒術迴戰（虎杖悠仁）
- 半妖的夜叉姬（日暮草太）
- 進擊的巨人The final season（萊納·布朗〈幼年〉）

2021年
- ICHU偶像進行曲（黎朝陽）
- BEASTARS 第2期（傑克）
- 天地創造設計部（下田）
- 2.43 清陰高中男子排球社（黑羽祐仁）
- Praeter之傷（茶木縞鏡）
- 工作細胞BLACK（紅血球〈AA2153〉）
- 真・中華一番！（第2期）（蘭飛鴻）
- 花樣滑冰Stars（山下龍也）
- 轉生成蜘蛛又怎樣！（尤利烏斯·薩剛·亞納雷德）
- SSSS.DYNAZENON（麻中蓬）
- 如果這叫愛情感覺會很噁心（多丸快）
- 影宅（奧利佛）
- 擾乱 THE PRINCESS OF SNOW AND BLOOD
- 緋紅結繫（结人·皇）
- 女朋友 and 女朋友（向井直也）
- 東京復仇者（青宗）
- 古見同學有交流障礙症。（古見笑介[22]）
- 鬼滅之刃 無限列車篇（煉獄千壽郎）
- 鬼滅之刃 遊郭篇（煉獄千壽郎）
- 半妖的夜叉姬 貳之章（日暮草太）

2022年
- 東京24區（蒼生柊太）
- 平凡職業造就世界最強 第2期（遠藤浩介）
- 白領羽球部（白鳥尊[23]）
- 古見同學有交流障礙症。（第2期）（古見笑介）
- 青之蘆葦（本木遊馬）
- 作為女主角！～被討厭的女主角與秘密的工作～（白波渚[24]）
- 名偵探柯南（青木啟二）
- 群青的開幕曲（田安如乃[25]）
- 惑星公主蜥蜴騎士（雨宮夕日[26]）
- 影宅 -2nd Season-（奧利佛、奧利）
- 闇影詩章F（夜那月路希犽）
- 我家師傅沒有尾巴（小豆的父親 (芝右衛門)[27]）
- 點滿農民相關技能後，不知為何就變強了。（阿爾·韋恩[28]）
- 名偵探柯南 犯人·犯澤先生（廣播、犯林努[29]、市民）
- 機動戰士GUNDAM 水星的魔女（馬爾丹·阿普蒙特）
- POP TEAM EPIC（第2期）（POP子〈第3話B段〉）

2023年
- 冰劍的魔術師將要統一世界（雷伊·懷特[30]／懷特大師）
- 東京復仇者 聖夜決戰篇（乾青宗）
- 眾神眷顧的男人2（多爾切[31]）
- FLAGLIA～暑假物語～[32]（レン）
- 魔術士歐菲 流浪之旅 阿邦拉馬篇（萊恩[33]）
- 在無神世界裡進行傳教活動（卜部征人[34]）
- 總之就是很可愛（第2期）（由崎星空）
- 泡泡糖忍戰（エゼット）
- 藍色管弦樂（原田蒼[35]）
- 魔術士歐菲 流浪之旅 聖域篇（萊恩）
- 躍動青春（風上學長）
- 境界服務（ノア）
- Fate/strange Fake -Whisper of Dawn-（法迪烏斯·迪奧蘭德[36]）
- 轉生成自動販賣機的我今天也在迷宮徘徊（阿白[37]）
- 公司的小小前輩（山岸裕介、輕浮男）
- 成為悲劇元凶的最強異端，最後頭目女王為了人民犧牲奉獻（亞瑟·貝列斯弗德[38]）
- 咒術迴戰（第2期）（虎杖悠仁[39]）
- 謊言遊戲（榎本進司[40]）
- 間諜教室 第2期（巴隆）
- 勇者赫魯庫（奧基斯）
- 大小姐和看門犬（田貫幹男[41]）
- 烈焰先鋒 救國的橘衣消防員（十朱大吾[42]）
- 女朋友 and 女朋友 第2期（向井直也[43]）
- 鴨乃橋論的禁忌推理（一色都都丸[44]）
- 隊長小翼Season2 Jr.青少年篇（弗朗茨·舒斯特[45]）
- 東京復仇者 天竺篇（乾青宗）

2024年
- 刀劍亂舞 廻 -虛傳 燃燒的本能寺-（堀川國廣[46]）
- 黑執事 -寄宿學校篇-（羅連斯·布魯亞[47]）
- 蜻蛉高球（文平[48]）
- ROLY POLY PEOPLES（ブルース[49]）
- 2.5次元的誘惑（奧村正宗[50]）
- 再見，地球（基尼斯[51]）
- 這是妳與我的最後戰場，或是開創世界的聖戰 Season II（約海姆[52]）
- 鴨乃橋論的禁忌推理（第2期）（一色都都丸[53]）
- 噗妮露是可愛史萊姆（南波遊助[54]）
- 七龍珠大魔（德蓋斯[55]）
- Fate/strange Fake（年末特別篇）（法迪烏斯·迪奧蘭德[56]）
- 聽說你們要結婚！？（解說員）

2025年
- 想星的亞庫艾里翁 Myth of Emotions（納努克[57]）
- 再見，地球（第2期）（基尼斯[58]）
- Princession Orchestra（ベス[59]）
- 小浣熊 卡爾卡爾團（アカカル[60]）
- 噗妮露是可愛史萊姆 第2期（南波遊助[61]）
- GRAND BLUE 碧藍之海 Season 2（山本真一郎[62]）
- 新吊帶襪天使（Polyester[63]）
- 轉生成自動販賣機的我今天也在迷宮徘徊 2nd season（阿白[64]）
- Fate/strange Fake（法迪烏斯·迪奧蘭德[65]）
- WIND BREAKER—防風少年—第二季（名取慎吾）

2026年
- 東京復仇者 三天戰爭篇（乾青宗[66]）

時期未定
- BLACK TORCH 闇黑燈火（桐原零司[67]）

### OVA
2010年
- D.C.I&II P.S.P. RE-ANIMATED（男子學生）

2021年
- 總之就是很可愛 ～SNS～（由崎星空）

### 動畫電影
2015年
- 好想大聲說出心底的話。（齋藤）
- 數碼暴龍大冒險tri. 第一章「再會」（高石岳）

2016年
- 數碼暴龍大冒險tri. 第二章「決意」、第三章「告白」（高石岳）

2017年
- 數碼暴龍大冒險tri. 第四章「喪失」（高石岳）

2018年
- 機動戰士GUNDAM NT（約拿·巴修塔）[68]
- 妖怪手錶：永遠的朋友（賢神天照）

2020年
- 數碼寶貝 LAST EVOLUTION 絆（高石岳）
- 鬼滅之刃劇場版 無限列車篇（煉獄千壽郎）

2021年
- 龍與雀斑公主
- 我的英雄學院劇場版：世界英雄任務（Serpenters）

2022年
- BLUE THERMAL（空知大介[69]）
- 電影版殘念生物事典（ジェイソン）

2023年
- GRIDMAN UNIVERSE（麻中蓬）[70]
- 愛麗絲與特蕾絲的虛幻工廠（菊入正宗[71]）
- 數碼寶貝02 THE BEGINNING（高石岳）

2025年
- 一百公尺。—100M—（沼野[72]）

### 網路動畫
2015年
- 動畫心療系（男、男子學生、行事、上班族、客引き）

2016年
- 哨聲響起 重配版（若菜結人）[73]

2017年
- 夢王國與沉睡中的100位王子殿下 短篇動畫（冻哉）

2019年
- 拳願阿修羅（今井小宇宙）

2021年
- 天空侵犯（本城理火）
- みにヴぁん ら〜じ（綺場聖苑）
- 無限可能：假如…？（彼得・帕克/蜘蛛人）
- 加油吧，同期醬（同期君）
- 星際大戰：異象（カレ）

2022年
- 新羅馬浴場（馬爾庫斯·奧列里烏斯）
- 總之就是很可愛 ～制服～（由崎星空）

2023年
- 總之就是很可愛 女子高中篇（由崎星空[74]）

2024年
- 餓狼傳：孤狼之道（疋田友之[75]）
- 範馬刃牙 VS 拳願阿修羅（今井小宇宙[76]）
- BEASTARS FINAL SEASON（傑克[77]）

### 遊戲
2015年
- 夢王國與沉睡中的100位王子殿下（傑洛巴、凍哉）
- 刀劍亂舞（堀川國廣）
- 偶像★進行曲（黎朝陽）[78]

2016年
- Magical Days the Brats's Parade（謝爾）[79][80]

2017年
- 動物偶像（金森碧葉）[81]

2018年
- 美男革命◆愛麗絲與戀之魔法（露卡=克萊曼斯）
- On Air!（日语：オンエア！）（光城新多）[82]
- Starry Palette（日语：スターリィパレット）（五十嵐一雪）
- 紡之邏輯（瀧紡）

2020年
- 聖火降魔錄 風花雪月 「煤暗之章」（尤里斯）
- 真・女神转生III Nocturne HD重置版（主人公）

2021年
- 尼尔：人工生命 ver.1.22474487139...（面具之王〈青年時期〉）
- 緋紅結繫（结人·皇）
- WIND BOYS！（神野藤幹雄）

2023年
- 崩壞：星穹鐵道 （穹）

2024年
- 寶可夢大師（賽寶利）
- 辟邪除妖 Variants Daphne（皮卡雷爾）

### 外語配音
- 吸血鬼學院Vampire Academy （Mason）
- 美國隊長3：英雄內戰（彼得・帕克/蜘蛛人）
- The Thundermans（Oyster）
- 蜘蛛人：返校日（彼得・帕克/蜘蛛人)
- 復仇者聯盟：無限之戰（彼得・帕克/蜘蛛人)
- 復仇者聯盟：終局之戰（彼得・帕克/蜘蛛人)
- 蜘蛛人：離家日（彼得・帕克/蜘蛛人)
- 電流大戰（塞繆爾·因薩爾)
- 迷途之心（謝里)
- 蜘蛛人：無家日（彼得・帕克/蜘蛛人)

### Drama CD
- THE IDOLM@STER SideM ST@RTING LINE（舞田類）
- 星空ホールへおいでよ♪ 楽器たちのナイショ話ドラマCD（凛桜）
- モンスター・コレクション TCGドラマCD 七星魔導史マフィン伝「魔剣の姫君と暗黒郷の秘儀」（ココ）
- ぺろぺろ男子 Sweet Valentine's Day（美濃蒸籠）

BLCD
- おやすみアイドルくん（宮崎未来）
- 聽見向陽之聲（佐川太一[83]）
- 偶像達令請別哭泣（宮崎未来[84]）
- 新庄君與笹原君（友人）
- 青年發火點（友人A）
- 青年發火點Mini Drama CD（友人A）月刊Dear+ 2015年3月號附錄

### Digital Comic
- VOMIC
  - 一弦定音！（學生）
  - 食戟之靈（男學生）
  - マイルノビッチ（香月未来）

## 注解
1. ↑  . 電撃. 2014年10月4日  [2015年12月3日]. （原始内容存档于2014年10月4日）.
2. ↑  . MANTANWEB. 2015年2月7日  [2015年12月3日]. （原始内容存档于2015年2月7日）.
3. ↑  . 動畫「櫻子小姐腳下埋著屍體」官方網站.   [2015年12月3日]. （原始内容存档于2020年1月29日）.
4. 1 2 3  . 動畫「卡片鬥爭!! 先導者G」官方網站. 東京電視台.   [2016年6月3日]. （原始内容存档于2021年1月30日）.
5. ↑  . 電視動畫「宇宙巡邏洛洛子」官方網站. TRIGGER・今石洋之／宇宙巡邏洛洛子製作委員會☆彡.   [2016年6月3日]. （原始内容存档于2020年10月28日）.
6. ↑  . 動畫「爆旋陀螺Burst」官方網站. Hiro Morita, BBBProject, TV TOKYO.   [2016年6月3日]. （原始内容存档于2016-06-10）.
7. ↑  . animate Times. 2017-01-26  [2017-01-26]. （原始内容存档于2017-02-02） （日语）.
8. ↑  . 電視動畫「冷然之天秤」官網. 2018-02-15  [2018-02-15]. （原始内容存档于2019-05-05）.
9. ↑  . 電視動畫「GRAND BLUE碧藍之海」官網.   [2018-07-08]. （原始内容存档于2018-07-08）.
10. ↑  第6話ed誤植為山本進一郎。
11. ↑  . 電視動畫「付喪神出租中」官方網站. 畠中惠・KADOKAWA／付喪神出租中製作委員會.   [2018年7月23日]. （原始内容存档于2018年7月31日）.
12. ↑  . 電視動畫「JoJo的奇妙冒險 黃金之風」官網.   [2018-07-05]. （原始内容存档于2018-07-05）.
13. ↑  .   [2018-11-02]. （原始内容存档于2020-11-01）.
14. ↑  . 電視動畫「胡蝶綺 ～少年信長～」官方網站.   [2019-04-19]. （原始内容存档于2019-04-19）.
15. ↑  . 電視動畫「異度侵入 ID:INVADED」官方網站.   [2020-04-03]. （原始内容存档于2021-12-17） （日语）.
16. ↑  . 電視動畫「空挺Dragons」官方網站.   [2020-04-03]. （原始内容存档于2019-10-09） （日语）.
17. ↑  . 電視動畫「八男？別鬧了！」官方網站.   [2020-04-03]. （原始内容存档于2021-01-31） （日语）.
18. ↑  . 電視動畫「ARTE」官方網站.   [2019-11-22]. （原始内容存档于2019-11-25）.
19. ↑  . 電視動畫「闇影詩章」官方網站.   [2020-04-03]. （原始内容存档于2020-04-28） （日语）.
20. ↑  . 電視動畫「富豪刑事 Balance:UNLIMITED」官方網站.   [2020-04-03]. （原始内容存档于2021-03-05） （日语）.
21. ↑  . Natalie.   [2021-04-11]. （原始内容存档于2020-05-16） （日语）.
22. ↑  . Comic Natalie. 2021-09-08  [2021-09-08]. （原始内容存档于2021-11-04） （日语）.
23. ↑  . Natalie.mu. 2021-10-21  [2024-09-30]. （原始内容存档于2023-09-13） （日语）.
24. ↑  . Comic Natalie. 2021-12-27  [2021-12-27]. （原始内容存档于2021-12-27） （日语）.
25. ↑  . Comic Natalie. 2022-05-15  [2022-05-15]. （原始内容存档于2022-05-20） （日语）.
26. ↑  . Comic Natalie. 2022-03-16  [2022-03-16]. （原始内容存档于2022-04-05） （日语）.
27. ↑  . Comic Natalie. 2022-09-28  [2022-09-28]. （原始内容存档于2022-11-06） （日语）.
28. ↑  . Comic Natalie. 2022-05-25  [2022-05-25]. （原始内容存档于2022-05-25） （日语）.
29. ↑  . Comic Natalie. 2022-10-04  [2022-10-04]. （原始内容存档于2022-11-06） （日语）.
30. ↑  . Comic Natalie. 2022-09-22  [2022-09-22]. （原始内容存档于2022-09-23） （日语）.
31. ↑  . MANTANWEB. 2022-11-25  [2022-11-25]. （原始内容存档于2022-11-26）.
32. ↑  . Comic Natalie. 2022-11-25  [2022-11-25]. （原始内容存档于2022-11-26） （日语）.
33. ↑  . Comic Natalie. 2022-12-07  [2022-12-07]. （原始内容存档于2022-12-08） （日语）.
34. ↑  . MANTANWEB. 2022-11-24  [2022-11-24]. （原始内容存档于2022-11-28） （日语）.
35. ↑  . Comic Natalie. 2023-02-24  [2023-02-24]. （原始内容存档于2023-02-25） （日语）.
36. ↑  . Comic Natalie. 2022-12-31  [2022-12-31]. （原始内容存档于2023-01-02） （日语）.
37. ↑  . Comic Natalie. 2023-05-24  [2023-05-24]. （原始内容存档于2023-05-24） （日语）.
38. ↑  . Comic Natalie. 2023-04-26  [2023-04-26]. （原始内容存档于2023-04-30） （日语）.
39. ↑  . MANTANWEB. 2023-08-25  [2023-08-25]. （原始内容存档于2023-08-30） （日语）.
40. ↑  . 電視動畫《謊言遊戲》官方網站.   [2023-03-20]. （原始内容存档于2023-03-20） （日语）.
41. ↑  . Comic Natalie. 2023-08-08  [2023-08-08]. （原始内容存档于2023-08-10） （日语）.
42. ↑  . Comic Natalie. 2023-02-08  [2023-02-08]. （原始内容存档于2023-02-07） （日语）.
43. ↑  . Comic Natalie. 2023-03-25  [2023-03-25]. （原始内容存档于2023-04-01） （日语）.
44. ↑  . Comic Natalie. 2023-04-02  [2023-04-02]. （原始内容存档于2023-04-02） （日语）.
45. ↑  . MANTANWEB. 2023-07-21  [2023-07-21]. （原始内容存档于2023-07-22） （日语）.
46. ↑  . Comic Natalie. 2024-02-12  [2024-02-12]. （原始内容存档于2024-02-13） （日语）.
47. ↑  . Comic Natalie. 2024-02-16  [2024-02-16]. （原始内容存档于2024-03-07） （日语）.
48. ↑  . Comic Natalie. 2024-03-21  [2024-03-21]. （原始内容存档于2024-03-21） （日语）.
49. ↑  . Comic Natalie. 2024-03-23  [2024-03-23]. （原始内容存档于2024-03-29） （日语）.
50. ↑  . Comic Natalie. 2023-08-12  [2023-08-12]. （原始内容存档于2023-08-13） （日语）.
51. ↑  . Comic Natalie. 2024-03-15  [2024-03-15]. （原始内容存档于2024-03-15） （日语）.
52. ↑  . Comic Natalie. 2024-03-23  [2024-03-23]. （原始内容存档于2024-04-02） （日语）.
53. ↑  . Comic Natalie. 2024-07-19  [2024-07-19] （日语）.
54. ↑  . MANTANWEB. 2024-08-31  [2024-08-31] （日语）.
55. ↑  . Comic Natalie. 2024-09-10  [2024-09-10]. （原始内容存档于2024-09-11） （日语）.
56. ↑  . Comic Natalie. 2024-09-16  [2024-09-16]. （原始内容存档于2024-09-16） （日语）.
57. ↑  . Comic Natalie. 2024-12-19  [2024-12-19]. （原始内容存档于2024-12-28） （日语）.
58. ↑  . Comic Natalie. 2024-09-14  [2024-09-14] （日语）.
59. ↑  . Comic Natalie. 2024-12-18  [2024-12-18] （日语）.
60. ↑  . Comic Natalie. 2025-02-03  [2025-02-03]. （原始内容存档于2025-02-04） （日语）.
61. ↑  . Comic Natalie. 2025-06-05  [2025-06-05]. （原始内容存档于2025-06-13） （日语）.
62. ↑  . Comic Natalie. 2024-09-29  [2024-09-29]. （原始内容存档于2024-09-29） （日语）.
63. ↑  . Comic Natalie. 2025-03-22  [2025-03-22] （日语）.
64. ↑  . Comic Natalie. 2025-06-11  [2025-06-11] （日语）.
65. ↑  . Comic Natalie. 2024-12-31  [2024-12-31]. （原始内容存档于2025-01-02） （日语）.
66. ↑  . Comic Natalie. 2025-06-22  [2025-06-22]. （原始内容存档于2025-06-23） （日语）.
67. ↑  . Comic Natalie. 2025-07-06  [2025-07-06]. （原始内容存档于2025-07-08） （日语）.
68. ↑  . 機動戰士GUNDAM NT (Narrative)官方網站. Sunrise.   [2018年11月4日]. （原始内容存档于2018年8月21日） （日语）.
69. ↑  . Comic Natalie. 2021-08-26  [2021-08-26]. （原始内容存档于2021-08-26） （日语）.
70. ↑  . 円谷プロ. 2022-08-26  [2022-08-26]. 原始内容存档于2022-11-06 （日语）.
71. ↑  . Comic Natalie. 2023-05-21  [2023-05-21]. （原始内容存档于2023-05-21） （日语）.
72. ↑  . Comic Natalie. 2025-06-25  [2025-06-25]. （原始内容存档于2025-07-01） （日语）.
73. ↑  . natalie. 2016年12月5日  [2017年1月10日]. （原始内容存档于2017年1月3日） （日语）.
74. ↑  . Comic Natalie. 2023-06-24  [2023-06-24] （日语）.
75. ↑  . Comic Natalie. 2024-04-22  [2024-04-22]. （原始内容存档于2024-05-09） （日语）.
76. ↑  . Comic Natalie. 2024-05-06  [2024-05-06]. （原始内容存档于2024-05-09） （日语）.
77. ↑  . Comic Natalie. 2024-11-06  [2024-11-06]. （原始内容存档于2024-12-02） （日语）.
78. ↑  . Liber Entertainment Inc.   [2017年3月24日]. （原始内容存档于2017年3月24日）.
79. ↑  . CYBIRD. 2016年12月7日  [2017年3月24日]. （原始内容存档于2017年3月24日）.
80. ↑  . 夢樂園. 2016年11月2日  [2017年3月24日]. （原始内容存档于2017年3月24日）.
81. ↑  . Voltage.   [2020年5月7日]. （原始内容存档于2020年5月7日）.
82. ↑  . Coly.   [2020年5月7日]. （原始内容存档于2020年5月7日）.
83. ↑  . ドラマCD ひだまりが聴こえる. Fifth Avenue.   [2016-06-03]. （原始内容存档于2020-11-26）.
84. ↑  . ドラマCD ごめんね ♥ アイドルくん. Marine Entertainment.   [2016-06-03]. （原始内容存档于2015-03-16）.

## 外部連結
- Atomic Monkey 榎木淳彌簡歷 （页面存档备份，存于） （日語）
- 榎木淳弥的X（前Twitter） （日語）